# Altstadtstraße 34/34a (Eppingen)

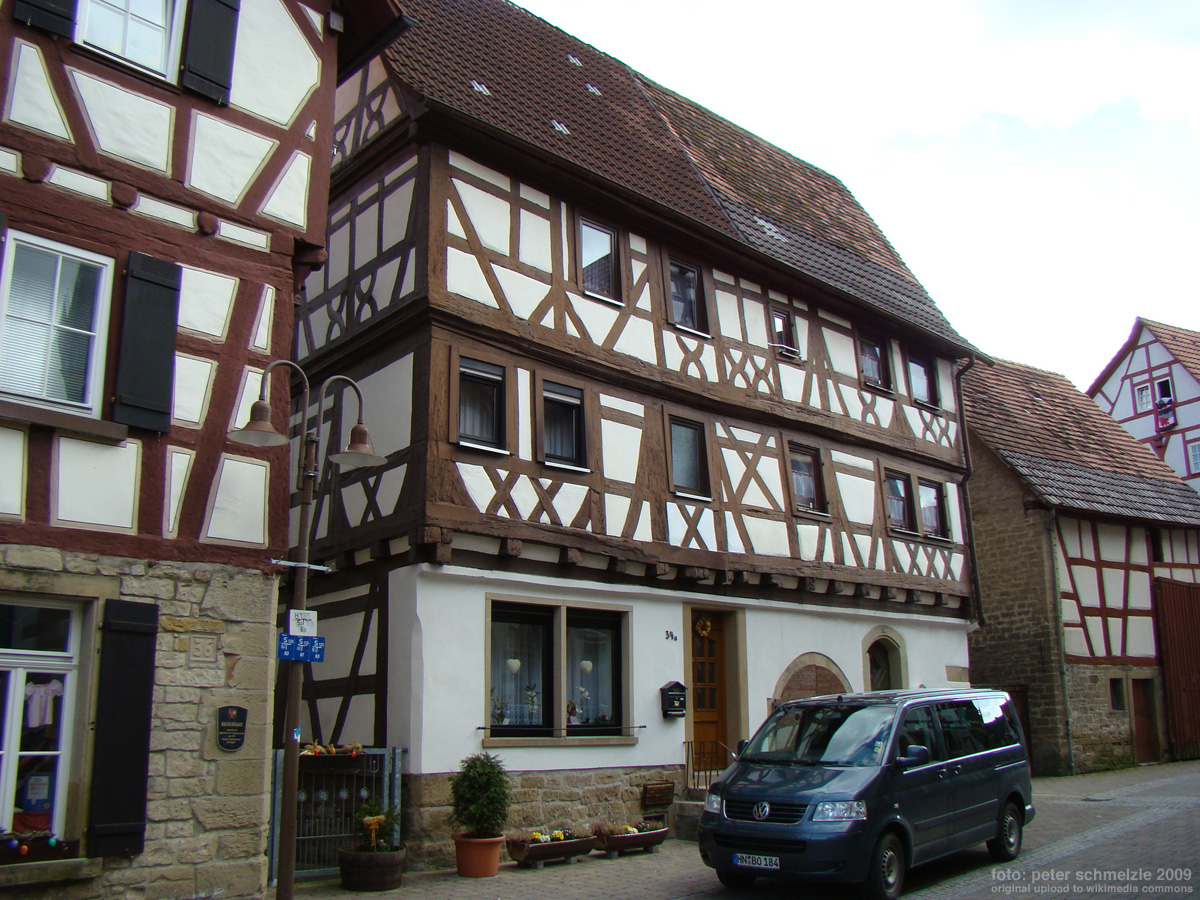
Fachwerkhaus Altstadtstraße 34/34a

Das Haus Altstadtstraße 34/34a in Eppingen, einer Stadt im Landkreis Heilbronn im nördlichen Baden-Württemberg, ist ein in der zweiten Hälfte des 16. Jahrhunderts errichtetes Fachwerkhaus im Kraichgau. Das Gebäude in der Altstadtstraße ist als Kulturdenkmal geschützt.

## Beschreibung
Das Ackerbürgerhaus der Renaissance besitzt zwei Stockwerke und zwei Dachstöcke. Es steht traufseitig zur Straße und ist als Doppelhaus errichtet. Nur einfache Zierformen, wie das Andreaskreuz, sind vorhanden. Alle Stockwerke des Hauses springen vor und in den Dachstöcken sind giebelseitig zwei Ladeluken vorhanden. Zwischen den beiden Eingangstüren befindet sich ein rundbogiger Eingang zum Keller.